# Profesor (film)
Profesor je crno-bijela komedija Charlesa Chaplina. Snimljena je samo jedna scena, a film nikada nije dovršen.

## Glume
- Charles Chaplin - profesor Bosco
- Albert Austin - čovjek u prenoćištu
- Henry Bergman - bradati čovjek u prenoćištu
- Loyal Underwood - vlasnik prenoćišta
- Tom Wilson - čovjek u prenoćištu
- Tom Wood - debeljko u prenoćištu